# 東使
東使（とうし）は、関東御使ともいい、鎌倉時代に鎌倉幕府から京都にある朝廷や六波羅探題、関東申次などに派遣された使者の事で、政治的に特に重要な事項に関する幕府側の意向を伝えるために派遣された者を特に称した（ただし、まれに朝廷など京方面から鎌倉への使者を指す事もある）。
従って、皇位継承などの政治的に重要な局面では東使が鎌倉と京都を往復する事が度々あった（『増鏡』など当時の朝廷の動きを記した書物には度々登場する）。また、用件によっては六波羅探題を無視して朝廷と直接交渉したり、あるいは六波羅探題に対して直接指揮命令を下すことが出来る権限を与えられる事もあった。
幕府の中でも文筆や礼儀に通じた家柄の御家人である長井氏・二階堂氏・安達氏などといった特定の家の人物が選ばれる事が多かった。また、得宗・執権の家臣が副使として加えられることもあったという。